# Niphoparmena persimilis
Niphoparmena persimilis là một loài bọ cánh cứng trong họ Cerambycidae.